# Zeldenrust (Overasselt)
De Zeldenrust is een korenmolen aan de Oude Kleefsebaan in Overasselt in de Gelderse gemeente Heumen. Deze standerdmolen is in 1736 in Geertruidenberg gebouwd, verplaatst naar Raamsdonksveer en in 1890 naar Overasselt. Een zware storm verwoestte in november 1972 de door achterstallig onderhoud verzwakte Zeldenrust. Tien jaar later, in 1982, werd de molen op de huidige plek herbouwd.
De Zeldenrust heeft twee koppel maalstenen. De molen is eigendom van de gemeente Heumen en is op zondagmiddagen geopend voor bezoekers.